# St. Antonius von Padua (Gąski)
Die St.-Antonius-von-Padua-Kirche in Gąski (deutsch Gonsken, 1938–1945 Herzogskirchen) wurde in der ersten Hälfte des 19. Jahrhunderts errichtet und war bis 1945 zentrales Gotteshaus für das evangelische Kirchspiel Gonsken (Herzogskirchen). Sie ist heute römisch-katholische Pfarrkirche für die Pfarrei Gąski.

## Geographische Lage
Gąski liegt im Osten der polnischen Woiwodschaft Ermland-Masuren südwestlich der Kreisstadt Olecko (Marggrabowa, umgangssprachlich auch Oletzko, 1933–1945 Treuburg) an der Landesstraße DK 65 (ehemalige deutsche Reichsstraße 132). Der Standort der Kirche befindet sich in der nördlichen Ortsmitte östlich der Hauptstraße und gegenüber der Einmündung der Straße von Kukówko (Kukowken, 1938–1945 Heinrichstal).

## Kirchengebäude
Die heutige Kirche entstand in den Jahren 1831 bis 1833 als Nachfolgebau einer 1741 errichteten Holzkirche. Zunächst noch ohne Turm stand der Kirchbau unter dem Einfluss von Karl Friedrich Schinkel, der zu dieser Zeit Leiter der Oberbaudeputation in Berlin war.
Es handelt sich bei der Kirche um einen massiven Bau, an den man in den Jahren 1908/1909 im Nordwesten einen Turm als Verlängerung der westlichen Giebelwand anfügte. Im Innenraum waren Emporen eingezogen, die auf runden Säulen ruhten. Das Mittelschiff war von einem Tonnengewölbe überdeckt, während die Seiten flach überdacht waren. An der Ostseits stand eine Kanzelwand und auf dem Altar ein eisernes Kruzifix aus der Mitte des 19. Jahrhunderts.
Die Kirche erhielt eine Orgel, das Geläut bestand aus zwei Glocken.
Nach 1945 wurde die Kirche zwangsenteignet und der Römisch-katholischen Kirche in Polen übertragen. Die Innengestaltung der Kirche wurde daraufhin im Blick auf die Bedürfnisse geänderter liturgischer Zwecke umgestaltet und das Gotteshaus dem Namenspatron Antonius von Padua gewidmet.

## Kirchengemeinde

### Evangelisch

#### Kirchengeschichte
Im Jahr 1741 wurde im damaligen Gonsken eine evangelische Kirchengemeinde gegründet. Noch bis 1749 wurde sie von Stradaunen (polnisch Straduny) aus pfarramtlich betreut, erhielt dann aber eine eigene Pfarrstelle, die bis 1945 ununterbrochen besetzt war. Anfangs war das Kirchspiel Gonsken mit seinen fast 20 Dörfern, Ortschaften und Wohnplätzen in die Inspektion Lyck (polnisch Ełk) eingegliedert. Bis 1945 gehörte es dann zum Kirchenkreis Oletzko (Treuburg) in der Kirchenprovinz Ostpreußen der Evangelischen Kirche der Altpreußischen Union. Das anfänglich vom König wahrgenommene Kirchenpatronat oblag zuletzt den staatlichen Behörden. Im Jahr 1925 zählte das Kirchspiel Gonsken 3.005 Gemeindeglieder.
Flucht und Vertreibung der einheimischen Bevölkerung machten nach 1945 evangelisches Gemeindeleben nicht mehr möglich. Die heute in der Region Gąski lebenden evangelischen Kirchenglieder orientieren sich zur Kirchengemeinde in Ełk (Lyck), einer Filialgemeinde der Pfarrei in Pisz (deutsch Johannisburg) in der Diözese Masuren der Evangelisch-Augsburgischen Kirche in Polen.

#### Kirchspielorte
Zum evangelischen Kirchspiel Gonsken (Herzogskirchen) gehörten 18 Dörfer, Ortschaften bzw. Wohnplätze:
| Ortsname           | Änderungsname 1938 bis 1945 | Polnischer Name   |  | Ortsname    | Änderungsname 1938 bis 1945 | Polnischer Name |
| ------------------ | --------------------------- | ----------------- |  | ----------- | --------------------------- | --------------- |
| *Babken            | Babeck                      | Babki Gąseckie    |  | *Kukowken   | Heinrichstal                | Kukówko         |
| Bartken            |                             | Bartki            |  | Lakommen    |                             | Łakome          |
| Bartkenhof         |                             | Bartkowski Dwór   |  | Leschnicken | Kleinheinrichstal           | Leśniki         |
| Dzingellen         | Dingeln                     | Dzięgiele Oleckie |  | Pomiannen   | Kelchdorf                   | Pomiany         |
| *Gonsken           | Herzogskirchen              | Gąski             |  | Sabielnen   | Podersbach                  | Zabielne        |
| Groß Gonschorowen  | Klinken (Ostpr.)            | Gąsiorowo         |  | *Sattycken  | Satticken                   | Zatyki          |
| *Kiöwen            |                             | Kijewo            |  | *Sayden     | Saiden                      | Zajdy           |
| Kiöwenhorst        |                             | Wólka Kijewska    |  | Schlepien   | Schlöppen                   | Ślepie          |
| Klein Gonschorowen | Kleinkiöwen                 | Gąsiorówko        |  | *Schwiddern |                             | Świdry          |

#### Pfarrer
Zwischen 1741 und 1945 amtierten an der Kirche Gonsken (Herzogskirchen) als evangelische Geistliche:
- Christoph Mäding (Stradaunen), 1741–1749
- Christoph Tidemann, 1749–1754
- Friedrich Ludwig Boretius, 1754–1759
- Johann Friedrich Kuleschewius, 1759–1771
- Georg Gottfried Salomo, 1771–1777
- Karl Heinrich Gregorovius, 1777–1797
- Johann Jakob Paulini, 1792–1799
- Andreas Frenzel, 1799–1807
- Ernst August Frenzel, 1835–1847[7]
- Friedrich Ferdinand Kuhr, 1847–1881[7]
- E. Albert Chr. Rud. Sapatka, 1882–1889
- Gustav Friedrich Fenselau, 1889–1890
- Wladislaus von Przybylski, 1891–1909
- Georg Alfred Weinberger, 1909–1911
- Otto Arthur Dignatz, ab 1912
- Walter Schubert, 1936–1945

#### Kirchenbücher
Von den Kirchenbuchunterlagen des Kirchspiels Gonsken (Herzogskirchen) haben sich erhalten und werden im Evangelischen Zentralarchiv in Berlin-Kreuzberg aufbewahrt:
- Taufen von 1800 bis 1874 mit Namenslisten.

### Römisch-katholisch
Bis 1945 waren die zahlenmäßig nur sehr wenigen katholischen Kirchenglieder Gonskens bzw. Herzogskirchens in die Pfarrkirche Marggrabowa (1928–1945 Treuburg, polnisch Olecko) im damaligen Bistum Ermland eingepfarrt. Die Neuansiedlung polnischer und überwiegend katholischer Bürger nach 1945 machte die Gründung einer eigenen Gemeinde in Gąski möglich, wobei das bisher evangelische Gotteshaus in eine katholische Pfarrkirche umgewidmet wurde. Hier besteht jetzt eine eigene Pfarrei, der in Kijewo (deutsch Kiöwen) eine Filialkirche zugeordnet wurde.
Die Pfarrei (polnisch parafia) Gąski gehört zum Dekanat Olecko – św. Jana Apostoła im Bistum Ełk der Römisch-katholischen Kirche in Polen.